# 马飚
马飚（1954年8月—），壯族，广西田阳人，中国共产黨、中华人民共和国政治人物，原副国级领导人。中央民族学院政治系毕业。是中共第十七届中央候补委员，十八、十九届中央委员。2008年至2013年间任广西壮族自治区党委副书记兼区人民政府主席。2013年3月当选为十二届全国政协副主席，2018年3月获连任为十三届全国政协副主席。

## 生平
文化大革命期间，马飚中学毕业后，在广西柳州钢铁厂当工人。高考制度恢复后，于1978年考入中央民族学院政治系政治经济学专业学习。毕业后，从事经济研究工作，先后在广西壮族自治区计划委员会计划经济研究所和中国社会科学院民族研究所任职；期间，于1985年6月加入中国共产党，还曾在广西罗城县挂职担任县委副书记。
1994年，马飚出任中共北海市委书记助理，步入政界。此后，历任广西壮族自治区经济体制改革委员会副主任、自治区青年联合会副主席，百色地区行政公署专员，中共百色地委书记。2003年地市合并后，出任首任中共百色市委书记（省辖市）；2004年，升任自治区政府副主席；2005年3月起，任自治区党委常委、兼中共南宁市委書記、市人大常委會主任；2007年12月，任自治区党委副书记，政府副主席、代主席；2008年1月，正式当选广西壮族自治区人民政府主席。
2013年3月，作为壮族代表，接替李兆焯，当选为第十二届全国政协副主席。2018年1月，当选第十三届全国政协委员，3月获连任为副主席。2023年3月10日，马飙卸任全国政协副主席。